# Chvalatice
Chvalatice (in tedesco Chwalatitz) è un comune della Repubblica Ceca facente parte del distretto di Znojmo, in Moravia Meridionale.